# Condamine (Jura)
Condamine – miejscowość i gmina we Francji, w regionie Burgundia-Franche-Comté, w departamencie Jura.
Według danych na rok 1990 gminę zamieszkiwało 178 osób, a gęstość zaludnienia wynosiła 49 osób/km² (wśród 1786 gmin Franche-Comté Condamine plasuje się na 566. miejscu pod względem liczby ludności, natomiast pod względem powierzchni na miejscu 914.).